# We Are Your Friends
Pour plus de détails, voir Fiche technique et Distribution.
We Are Your Friends est un film dramatique américain coécrit et réalisé par Max Joseph, sorti en 2015.

## Synopsis
Cole Carter, un DJ de 23 ans, vit dans le milieu de l'électro et des nuits californiennes. La journée, il traîne avec ses amis d'enfance. La nuit il mixe, dans l'espoir de composer le son qui fera danser le monde entier. Son rêve semble alors possible lorsqu'il fait la connaissance de James Reed, un DJ expérimenté, qui décide de le prendre sous son aile...

## Fiche technique
- Titre original : We Are Your Friends
- Titre français : We Are Your Friends
- Titre québécois : Nous sommes vos amis
- Réalisation : Max Joseph
- Scénario : Max Joseph et Meaghan Oppenheimer
- Direction artistique : Maya Sigel
- Décors : Shannon Kemp
- Costumes : Christie Wittenborn
- Photographie : Brett Pawlak
- Montage : Terel Gibson
- Production : Tim Bevan et Eric Fellner
- Sociétés de production : Working Title Films, Studiocanal
- Distribution :  Warner Bros.,  Studiocanal
- Pays d’origine :  États-Unis
- Langue : anglais
- Format : Couleur
- Genre : drame, romance, musical
- Durée : 100 minutes
- Dates de sortie[1] :
  -  États-Unis : 28 août 2015
  -  France : 26 août 2015
  -  Belgique : 26 août 2015
- tous public avec Avertisement

## Distribution
- Zac Efron (VF : Yoann Sover ; VQ : Nicolas Charbonneaux-Collombet) : Cole Carter
- Emily Ratajkowski (VF : Pauline Belle ; VQ : Kim Jalabert) : Sophie
- Wes Bentley (VF : Damien Boisseau ; VQ : Patrice Dubois) : James Reed
- Jonny Weston (VF : Adrien Larmande) : Mason
- Shiloh Fernandez (VF : Julien Bouanich ; VQ : Nicholas Savard L'Herbier) : Ollie
- Alex Shaffer (VF : Augustin Brat ; VQ : Nicolas Bacon) : Squirrel
- Jon Bernthal (VF : Anatole de Bodinat) : Paige
- Alicia Coppola : Tanya Romero
- Wiley M. Pickett : Carl
- Jon Abrahams : Nicky
- Molly Hagan : Francine
- Brittany Furlan : Sara
- Vanessa Lengies (VF : Caroline Victoria) : Mel
- Dillon Francis : DJ Devin Andrews
- Alesso : lui-même
- Dirty South : lui-même
- Nicky Romero : lui-même
- King Bach : lui-même
- Timothy Granaderos

## Réception
Le film est un énorme échec au Box-Office. Sorti dans 2333 salles aux États-Unis, "We Are Your Friends" n'a rapporté que 1,8 million de dollars pour son premier week-end d'exploitation (soit 772 dollars par salle). Il s'agit d'un record, celui du plus gros bide de l'histoire pour un film de studio distribué dans plus de 2000 salles. Toutefois, l'échec commercial est à relativiser compte tenu du budget relativement modeste du long métrage (2 millions de dollars).

## Version française
Société de doublage : Dubbing Brothers
Direction artistique : Isabelle Brannens
Adaptation des dialogues : Christian Niemiec & Ludovic Manchette